# Cầu Goat Canyon
Goat Canyon là một chiếc cầu cạn bằng gỗ ở quận San Diego, California. Với chiều dài 597–750 foot (182–229 m), nó là cầu cạn bằng gỗ lớn nhất thế giới. Cầu cạn Goat Canyon được xây dựng vào năm 1933, đóng vai trò như một phần trong tuyến đường sắt San Diego and Arizona Eastern, sau khi một trong nhiều đường hầm xuyên qua hẻm núi Carrizo sụp đổ. Đó là tuyến đường sắt mang danh "đường sắt bất khả thi" kể cả sau khi nó hoàn thành vào năm 1919. Tuyến đường sắt này chạy ngang qua Baja California và vùng phía đông quận San Diego rồi kết thúc ở Thung lũng Imperial. Chiếc cầu được làm hoàn toàn bằng gỗ thay vì kim loại do biến động nhiệt tại hẻm núi Carrizo. Đến năm 2008, tuyến đường sắt khu vực chính thức ngừng sử dụng chiếc cầu này.

## Bối cảnh
Dưới sự chỉ đạo của John D. Spreckels cộng với sự ủng hộ của Edward Henry Harriman trước sự thúc giục của Tổng thống Theodore Roosevelt, việc xây dựng tuyến đường sắt Đông San Diego và Arizona bắt đầu vào năm 1907. Các kỹ sư cho rằng tuyến đường này là "bất khả thi" khi nó băng qua sa mạc Colorado và qua dãy núi Jacumba. Mặc dù vậy, đến năm 1919, tuyến đường này vẫn hoàn thành, kết nối San Diego với Thung lũng Imperial, băng qua México. Trước khi có đường sắt này, tuyến đường sắt duy nhất đến San Diego là từ phía bắc, qua Los Angeles, hoàn thành vào cuối thế kỷ 19. Tuyến đường sắt mới dự kiến sẽ kết nối với Đường sắt Nam Thái Bình Dương, thay vì hướng về phía bắc trên tuyến Đường sắt Atchison, Topeka and Santa Fe. Khi tuyến đường sắt khánh thành (chưa có cầu Goat Canyon), cây cầu quan trọng nhất trên tuyến đường là Cầu cạn Campo Creek, dài 600 foot (180 m) và cao 200 foot (61 m).

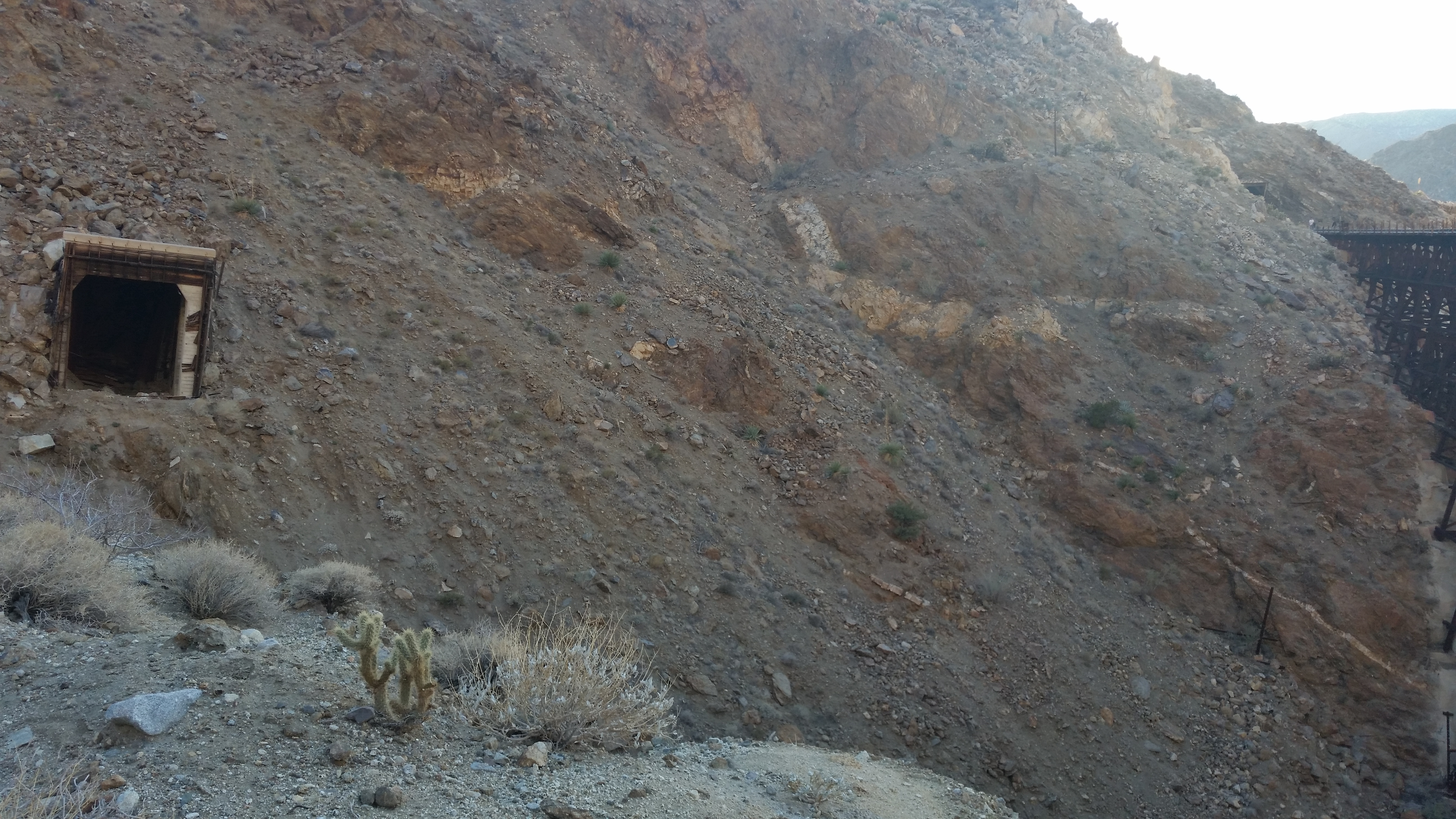
Đầu phía bắc của đường hầm 15 bị sập

Đường sắt San Diego and Arizona đã trải qua một loạt khó khăn, bao gồm các đường hầm bị sập và lở đá, khiến tuyến đường phải đóng cửa định kỳ. Tháng 3 năm 1932, đường hầm số 15 bị sập sau một trận động đất. Phần còn lại của nền móng ban đầu vẫn có thể nhìn thấy được đến ngày nay.

## Lịch sử
Chiếc cầu do Kỹ sư trưởng của Đường sắt San Diego và Arizona, Carl Eichenlaub thiết kế bằng bản vẽ kỹ thuật CS-33, với mục đích khỏa lấp sự sụp đổ của Đường hầm 15. Theo kế hoạch ban đầu, cầu Goat Canyon sẽ có chiều dài là 633 foot (193 m) và cao 186 foot (57 m). Quá trình xây dựng bắt đầu vào năm 1932. Các phần của chiếc cầu được lắp ráp ngay dưới đáy hẻm núi, sau đó được nâng lên đến đúng vị trí. Gỗ Redwood cùng loại với thanh ray của tuyến đường sắt dọc theo phần còn lại của tuyến đường được sử dụng để xây cầu do biến động nhiệt độ đáng kể của Hẻm núi Carrizo có thể dẫn đến mỏi kim loại nếu sử dụng vật liệu thép. Để chống lại sức gió nơi Hẻm núi Carrizo, các kĩ sư cũng xây dựng chiếc cầu cong theo một góc 14° và không có đinh. Việc xây dựng chính thức hoàn thành vào năm 1933. Trong lúc đó, tuyến đường sắt sẽ được sắp xếp lại. Để phòng ngừa cháy nổ, người ta đã huy động cả một chiếc xe chứa nước đến gần đường hầm 16. 

Khung cảnh khu vực phía bắc cầu Goat Canyon

Sau Thế chiến II, tuyến Đường sắt San Diego and Arizona Eastern bị ảnh hưởng do sự gia tăng của phương tiện cá nhân như ô tô. Năm 1951, dịch vụ chuyên chở hành khách theo lịch trình qua cầu chính thức kết thúc. Khi không bị đóng cửa vì thiệt hại, những chuyến hàng thưa thớt liên tục được luân chuyển. Đến năm 1976, cơn bão Kathleen đã làm hỏng chiếc cầu cũng như phần còn lại của tuyến đường sắt. Quá trình sửa chữa kéo dài mãi đến năm 1981 mới hoàn thành. Tuyến đường tiếp tục đóng cửa một lần nữa vào năm 1983 do vài đường hầm bị sập. Năm 1999, Huell Howser đến thăm chiếc cầu và quay một tập phim cho loạt phim California's Gold. Việc phục hồi đường sắt tiếp tục chậm tiến độ và đến năm 2003 mới được bắt tay thực hiện. Trong trận hỏa hoạn Cedar năm 2003, các đội làm việc trong công tác sửa chữa đường sắt đã hỗ trợ Bộ Lâm nghiệp California bằng cách dập tắt các đám cháy do những kẻ đốt phá dọc theo đường ray tàu hỏa.
Tuyến đường sắt Carrizo Gorge nối lại sau khi việc sửa chữa hoàn thành vào năm 2004. Bảo tàng Đường sắt Tây Nam Thái Bình Dương đã cung cấp các chuyến đi dọc theo tuyến đường này từ Campo. Năm 2008, các tuyến đường sắt xuyên sa mạc, bao gồm đường ray phía bắc Mexico, đoạn qua Hẻm núi Carrizo chính thức đóng cửa vô thời hạn để sửa chữa, chấm dứt việc khai thác thương mại trên cầu cạn Goat Canyon. Đầu năm 2017, đường hầm số 6 gần chiếc cầu bị sập, khiến tuyến đường sắt tắc nghẽn. Kể từ tháng 1 năm 2018, hãng đường sắt Baja California Railroad đã tiến hành một cuộc thẩm định chất lượng trước khi bắt đầu sửa chữa, cho phép chiếc cầu hoạt động trở lại. Cầu Goat Canyon vẫn là một điểm đến phổ biến cho những người ưa thích đi bộ đường dài.

## Môi trường xung quanh
Hẻm núi Goat là một thung lũng thuộc quận San Diego, California. Địa điểm đặc biệt ở nơi đây là một thác nước khô. Vùng đất tạo thành hẻm núi là móng địa chất. Từ những năm 1970, có một quần thể cừu sừng lớn, một loài có nguy cơ tuyệt chủng sống gần cây cầu. Một loài có nguy cơ tuyệt chủng khác trong khu vực là vireo bellii. Trong một đợt nở hoa sa mạc xảy ra vào năm 2017, Diplacus bigelovii đã ra hoa ngay trong hẻm núi.

## Bản sao
Bảo tàng Đường sắt Mô hình San Diego đã tạo ra một bản sao theo tỉ lệ HO của chiếc cầu. Tỷ lệ HO là tỷ lệ 1:87, cao 6 foot (1,8 m) theo mặt sàn và 10 foot (3,0 m) tính đến phần đỉnh. Nó cũ hơn bảo tàng, được xây dựng vào năm 1941. Bảo tàng cũng chứa một bản sao tỷ lệ N (1: 160) nhỏ hơn của chiếc cầu dựa trên tuyến đường được khảo sát năm 1855.